# 우위헝
우위헝(중국어 간체자: 吴宇恒, 정체자: 吳宇恆, 병음: Wú Yǔhéng, 한자음: 오우항, 영어: Yuheng Wu, 1996년 9월 11일 ~ )은 중국의 배우이자 가수이다. 소속사는 프린세스 문화이다. 팬덤명은 「나무늘보」 (树懒)이며, 상징색은 「별을 따는 블루」 (揽星色)이다.  

## 내력
2021년 1월 13일, 서바이벌 프로그램 《창조영 2021》의 참가가 확정되었다. 2월 17일, 동영상 사이트 플랫폼 텐센트 비디오에서 주최하는 보이 그룹 결성 프로젝트 서바이벌 프로그램 《창조영 2021》에 참가하였다.

## 영상 작품

### 드라마
| 방영일          | 방송사        | 제목                                                     | 배역                                         | 각주      |
| 2020년 5월 26일 | CCTV-1        | 《수설아결불료혼》 (谁说我结不了婚) (Get Married Or Not) | 어린 시절의 이울호 (리웨이하오) (少年李蔚皓) | 조연      |
| 2021년 1월 18일 | 텐센트 비디오 | 《아취시저반여자》 (我就是这般女子) (A Girl Like Me)     | 두구 (두지우) (杜九)                         | 조연      |
| 미정            | 아이치이      | 《몽견사자》 (梦见狮子) (Out Of The Dream)               | 학시 (하오스) (郝时)                         | 조연      |
| 미정            | 아이치이      | 《묵! 니대사흔묘》 (嘿！你大事很妙)                      | 여일화 (리이허) (黎一禾)                     | 메인 주연 |

### 영화
| 개봉일 | 제목                        | 배역               | 각주 |
| 미정   | 《팔세적파파》 (八岁的爸爸) | 총총 (총총) (聪聪) | 조연 |

### 프로그램
| 일시              | 방송사        | 제목            | 각주   |
| 2021년 2월 17일－ | 텐센트 비디오 | 《창조영 2021》 | 참가자 |